# Izvorul din preajma satului Zahorna
Izvorul din preajma satului Zahorna este un monument al naturii de tip hidrologic în raionul Șoldănești, Republica Moldova. Este amplasat în vâlceaua din vestul satului Zahorna. Ocupă o suprafață de 1 ha, sau 0,15 ha conform unor aprecieri recente. Obiectul este administrat de Primăria comunei Dobrușa.

## Descriere

### Amenajare
Izvorul este situat pe un teren parțial amenajat și este compus dintr-o construcție de piatră, acoperită, o țeavă de scurgere a apei, un uluc și o fântână de acumulare.

### Clasificare
Izvorul are apă rece, este oligomineral după gradul de mineralizare și descendent de strat din punct de vedere geologic. După compoziția chimică, este un izvor cu apă hidrocarbonat-clorurată–calciu-magnezică (HCO3 – Cl; Ca – Mg).

## Proprietățile apei
Apa nu este potabilă și nici nu poate fi utilizată în irigație, având o duritate care depășește de 3 ori limita admisă. Conținutul de nitrați este la limita poluării, cu o valoare de 38-46 mg/l, în timp ce concentrația maxim admisă este 50 mg/l. Valoarea pH constituie 7,5. Apa este moderat sălcie cu mineralizare predominant bicarbonato-sulfatică/sulfato-bicarbonatică. Valoarea mineralizării este de 1.790 mg/l.

## Diversitate biologică
Pe panta adiacentă, populată de arbori și arbuști, cuibăresc 7 specii de păsări: vrabia de câmp (Passer montanus), graurul (Sturnus vulgaris), ciocănitoarea pestriță mare (Dendocopus major), mierla (Turdus merula), coțofana (Pica pica), sfrânciocul roșiatic (Lanius collorio) și pițigoiul mare (Parus major).

## Statut de protecție
Izvorul este un obiect hidrologic de valoare națională. Are un debit relativ mic, de 1,6 l/min. Apa sa este folosită de locuitorii unei mahalale din Zahorna doar în scopuri tehnice.
Din 1998, conform Legii nr. 1538 privind fondul ariior naturale protejate de stat, izvorul are statut de monument al naturii. În anexele legii, se atestă că acesta aparținea Întreprinderii Agricole „Moldova”. Între timp, izvorul a trecut la balanța Primăriei comunei Dobrușa, din care satul Zahorna face parte.
Cele mai apropiate gospodării sunt amplasate la cca 15 m distanță. Alături de zona protejată se află și terenuri agricole ale sătenilor, cultivate cu cereale și pomi fructiferi. Imediat lângă izvor cresc câțiva arbori solitari de salcie, iar la 50 m este marginea unei păduri. Impactul antropic negativ se manifestă prin creșterea frecventă a păsărilor de curte în preajma izvorului și depozitarea gunoiului menajer. Pentru ameliorarea situației ecologice se recomandă înverzirea terenului adiacent și instalarea unui panou informativ. Sistemul de scurgere (ulucul, platforma de scurgere a apei) are nevoie de reparații.